# فلورنسا إس. جاكوبسن
فلورنسا إس. جاكوبسن (بالإنجليزية: Florence S. Jacobsen)‏ هي أمينة متحف أمريكية، ولدت في 7 أبريل 1913 في سولت ليك في الولايات المتحدة، وتوفيت في 5 مارس 2017.